# Suzanne Clément
Suzanne Clément   (Montreal, 12 de maig de 1969) és una actriu quebequesa. És coneguda pel seu treball a les pel·lícules d'art i assaig de Xavier Dolan com I Killed My Mother (2009), Laurence Anyways (2012) i Mommy (2014).

## Trajectòria
Va començar la seva carrera l'any 1992, amb un paper recurrent a la sèrie de televisió Watatatow. Un parell d'anys després, va debutar al cinema amb Secrets de confessió, dirigida per Robert Lepage i protagonitzada per Kristin Scott Thomas.
És coneguda pels seus papers recurrents en sèries de televisió. Del 1995 al 2000 va interpretar Geneviève Bordeleau a Les machos, i del 1997 al 2001 va interpretar Martine Julien a Sous le signe du lion.
Amb Émilie Dequenne, va compartir el premi Un certain regard a la millor actriu al 65è Festival Internacional de Cinema de Canes pel seu paper protagonista a Laurence Anyways. També va ser nominada a la millor actriu als 1s Canadian Screen Awards per la mateixa actuació. Més endavant, ha treballat en produccions com C'est la vie (2017), Dérapages (2020) i L'origen del mal (2022), entre d'altres.
El 2019 va aconseguir un paper a l'obra L'Heureux Stratageme, escrita per Pierre de Marivaux, dirigida per Ladislas Chollat i protagonitzada al costat d'Éric Elmosnino i Sylvie Testud.